# العلاقات المغربية المكسيكية
تشير العلاقات المغربية المكسيكية غالبا إلى العلاقات الدبلوماسية بين المغرب والمكسيك.
العلاقات بين المكسيك والمغرب ودية بشكل أساسي وتتميز بالاحترام المتبادل والتعاون في مجالات مثل التجارة والسياحة والتبادل الثقافي. وقد أقام البلدان علاقات دبلوماسية منذ عام 1962 ومنذ ذلك الحين وقعا العديد من الاتفاقيات والاتفاقيات لتعميق العلاقات بينهما.
في التجارة ، هناك إمكانات كبيرة لزيادة تبادل السلع والخدمات بين البلدين. يعد المغرب شريكًا تجاريًا مهمًا للمكسيك في إفريقيا ويعمل البلدان على تعزيز العلاقات التجارية بينهما.
هناك أيضًا تعاون متزايد في مجال السياحة حيث أن كل من المكسيك والمغرب وجهات سفر شهيرة. يسافر عدد كبير من السياح المغاربة إلى المكسيك والعكس ، مما يزيد من تعميق العلاقات بين البلدين.
هناك أيضًا تعاون وثيق في مجال التبادل الثقافي ، حيث يتمتع كلا البلدين بثقافة غنية ومتنوعة ويؤثر كل منهما على الآخر. هناك برامج تبادل منتظمة للفنانين والعاملين في المجال الثقافي ، فضلاً عن الأحداث والمعارض التي تعرض ثقافات كلا البلدين.
بشكل عام ، العلاقات بين المكسيك والمغرب إيجابية وهناك إمكانات كبيرة لمزيد من التعاون في المستقبل.

## التاريخ
بدأت العلاقات الدبلوماسية بين المغرب والمكسيك في 31 أكتوبر 1962 ست سنوات فقط بعد ٱستقلال المغرب، وفي بدايتها ظلت هذه العلاقات ودية دون توقيع أية إتفاقيات ثنائية.
في عام 1990 أنشأت المكسيك سفارتها في الرباط حيث كانت سابقا سفارتها في لشبونة هي المعتمدة من قبل المغرب، وبالمثل أنشأ المغرب سنة 1991 سفارته الخاصة في مدينة مكسيكو حيث كانت سابقا سفارته في واشنطن هي المعتمدة من قبل المكسيك.
حضر رئيس الوزراء المغربي سابقا عبد الرحمن اليوسفي مؤتمر مونتيري في مدينة مونتيري شمال المكسيك في مارس 2002، وبعدها بدأت العلاقات بين البلدين تتعزز بفضل الزيارات الرسمية الثنائية التي قام بها رئيسا البلدين المتمثلة في زيارة الملك محمد السادس إلى المكسيك في نونبر 2004، وزيارة الرئيس المكسيكي السابق فيسينتي فوكس في فبراير 2005 إلى المغرب.

## التجارة
بلغت حجم التجارة البينية سنة 2015 بين البلدين 263 مليون دولار أمريكي، صادرات المكسيك الرئيسية إلى المغرب تشمل: السكر، التبغ، الكحول (البيرة)، مواد البناء، وأجزاء الطائرات، وصادرات المغرب الرئيسية إلى المكسيك تشمل: الدارات الكهربائية، والمنسوجات القطنية، كما تجدر الإشارة إلى أن المغرب هو رابع أكبر شريك تجاري في أفريقيا للمكسيك، وأن شركة مواد البناء المكسيكية متعددة الجنسيات سيمكس تعمل في المغرب.

## السفارات
- توجد سفارة المغرب في المكسيك في مكسيكو سيتي.[7]
- توجد سفارة المكسيك في المغرب في الرباط،[8] بالإضافة إلى مكتب تجاري في الدار البيضاء.[9]

## وصلات خارجية
- العلاقات الدبلوماسية بين المغرب و المكسيك (بالإسبانية)